# N. Ramani

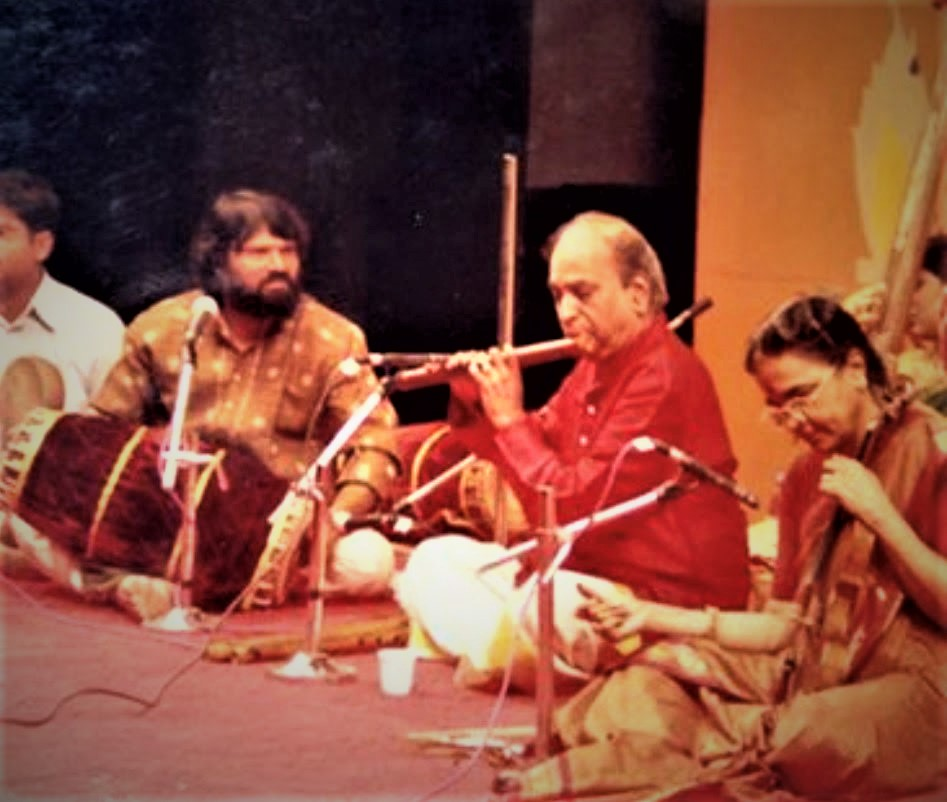
N. Ramani

N. Ramani (Natesan Ramani; * 15. Oktober 1934 in Tiruvarur; † 9. Oktober 2015), auch als N. Flute Ramani bekannt, war ein indischer Flötist, der die südindische Flöte Venu spielte, und Vertreter der karnatischen Musik.

## Leben
Ramani wurde in Tiruvarur, dem Geburtsort der „Trinität der Karnatischen Musik“ (Shyama Shastri, Tyagaraja und Muthuswami Dikshitar) und in eine Musikerfamilie geboren. Sein erster Lehrer war sein Großvater, der Sänger und Flötist Aazhiyur Narayanaswami Iyer, der auch Semmangudi Srinivasa Iyer unterrichtet hatte. Ab seinem achten Lebensjahr wurde er von seinem Onkel, dem als Mali bekannten Flötisten T. R. Mahalingam, unterrichtet.
Seinen ersten öffentlichen Auftritt hatte er 1942 im Schrein Chikkil Singara Velan, einem Tempel des Gottes Subramanya, begleitet von Vedaranyam Krishnamurthy Iyer (Violine) und Tiruvaroor Kunju Iyer (Mridangam), die ihm eine große Zukunft als Musiker vorhersagten. 1945 begleitete er Mali bei einem Konzert in Madras mit dem Geiger T. N. Krishnan und dem Mridangamspieler Muruga Bhupathy. Um diese Zeit debütierte er auch im Regionalprogramm von Trivandrum des Senders All India Radio. Ab 1968 war er regelmäßiger Gast bei Radio Sangeeth Sammelan und im Nationalprogramm von All India Radio. Nach seinem ersten Konzert an der Musikakademie von Madras 1956 trat er als Begleiter von Musikern wie Lalgudi Jayaraman, T. N. Krishnan, M. S. Gopalakrishnan, und Palghat T. S. Mani Iyer auf. In den 1960er Jahren gab er unter der Überschrift „Violin-Venu-Vina“ eine Reihe von Triokonzerten mit Lalgudi Jayaraman und R. Venkataraman.
In seiner Laufbahn gab Ramani mehr als 100 Jugalbandikonzerte mit hindustanischen und auch westlichen Musikern, u. a. mit Hariprasad Chaurasia (Bansuri), Amjad Ali Khan (Sarod) sowie den Sängern Balamurali Krishna und Pandit Jasraj. Er unternahm mehr als 30 internationale Konzerttourneen und war der erste karnatische Musiker, der bei Olympischen Spielen (1972 in München) auftrat. Die Musikakademie von Chennai verlieh ihm den Sangeethe Kalanidhi, die Stadt Meryland, Ohio, eine Ehrenbürgerschaft. 1984 erhielt er den Sangeet Natak Akademi Award, 2011 den Sangeet Natak Akademi Ratna. Außerdem war er Träger des Padma Shri, des vierthöchsten indischen Zivilordens.

## Diskographie
- Balachander – Featuring The Flute Of Ramani, 1963
- The Soul Of Indian Flute, 1968
- Enchanting Flute Melodies, 1976
- La Flute De N. Ramani, 1978
- Classical Karnatic Flute, 1990
- Fabulous Flute Melodies of Dr. N. Ramani, 1990
- Charm of the Bamboo Flute, 1992
- Lotus Signatures, 1999
- Nadopasana, 2000
- Live In Concert, Vol I, Vol II, 2006
- Together, 2009
- Serene Moods, 2011